# Карол Естрайхер-младши
Ка̀рол Ѐстрайхер (на полски: Karol Estreicher) е полски историк на изкуството, енциклопедист, професор в Ягелонския университет, където в годините 1951 – 1976 е директор на университетския музей, член на Полската академия на знанията, председател на Дружеството на приятелите на изящните изкуства. Завършва том XXXIV от започнатата от дядо му и продължена от баща му „Полска библиография (на полски: Bibliografia Polska).
След избухването на Втората световна война по поръчка на ген. Шикорски подготвя и превозва от Франция до Англия а впоследствие до Канада най-ценните съкровища на полската култура – след тях „арасите“ от Вавел, мечът за коронации на полските крале, Флорианския псалтир, полският екземпляр на Библията на Гутенберг и ръкописи на Шопен.

## Трудове
- Miniatury Kodeksu Behema (1933)
- Tryptyk Św. Trójcy (1936)
- Encyklopedia Staropolska – редакция (1936, 1939) – в съавторство с Александер Брикнер
- Cultural Losses of Poland (1944)
- Grobowiec Jagiełły (1949)
- Bibliografia polska XIX stulecia (1959 – 1976)
- Krystianna (1957)
- Łańcuch Aleksandry (1966)
- Leon Chwistek (1968)
- Collegium Maius – dzieje gmachu (1968)
- Szkice o Bereccim (1970)
- Collegium Maius – dzieje, obyczaje, zbiory (1970)
- Trzy rozmowy pułkownika Odysa (1975)
- Nieznana księga Tacyta (1976)
- Zamęt (1976)
- Historia sztuki w zarysie (1973)